# Battre les Blancs avec le coin rouge
Pour les articles homonymes, voir Coin rouge (homonymie).
Battre les Blancs avec le coin rouge (en russe : Клином красным бей белых!, Klinom krasnym beï belykh!) est une affiche de propagande de Lazar Markovitch Lissitzky, plus connu sous le nom d'El Lissitzky, créée en 1919 dans le contexte de la guerre civile russe. Le triangle rouge symbolise les bolcheviks attaquant l'Armée blanche, représenté par le disque placé sur le fond noir, le camp des contre-révolutionnaires. Inspirée par les tableaux suprématistes de Kasimir Malevitch, sa typographie, qui annonce les travaux du Proun, l'en distingue par un langage concret. Cette œuvre inspire paradoxalement l’affiche de l'exposition munichoise de 1937 consacrée à « l'art dégénéré », alors même que Lissitky compte parmi les artistes conspués par l'événement et le régime nazi.

## Histoire
C'est l'une des œuvres les plus célèbres de Lissitzky, qu'il a réalisé en 1919 pendant la guerre civile russe, qui opposait principalement les « rouges » (communistes, socialistes-révolutionnaires) et les « blancs » (tsaristes, conservateurs, libéraux, d'autres socialistes, et la coalition d'invasion internationale).
L'historienne de l'art Maria Elena Versari a relié l'affiche de Lissitzky au manifeste du futurisme italien Synthèse futuriste de la guerre, publié à 20000 exemplaires en 1914 et signé par Filippo Tommaso Marinetti, Umberto Boccioni, Carlo Carrà, Luigi Russolo et Ugo Piatti. Bien qu'il ne mentionna pas le manifeste, son ami et collègue Malevitch rencontra Marinetti en 1914, et l'a même appelé l'un des « deux piliers, les deux prismes de l'art nouveau du XXe siècle ». Malevitch était également bien au courant des travaux des futuristes italiens et des théories de Boccioni. 
Plus tard, en 1918, Malevitch écrivit : « Le cubisme et le futurisme sont les bannières révolutionnaires de l'art ». Toujours en 1918, le jeune architecte Nikolai Kolli créa le monument Coin rouge à Moscou. Il « consistait en un triangle rouge inséré verticalement comme un coin dans un bloc rectangulaire blanc. Une fissure très visible serpente vers le bas depuis la pointe du triangle, suggérant que la force du coin rouge a réussi à briser la solidité de la structure blanche. La métaphore abstraite visait à signifier la victoire de l'Armée rouge sur les forces blanches contre-révolutionnaires. ». Le monument a d'abord été érigé comme symbole de la victoire sur le général blanc Piotr Krasnov, un des premiers triomphes importants de l'Armée rouge.
En mai 1919, il vient enseigner à Vitebsk à l'invitation de Marc Chagall qui y organise une école d'art populaire depuis janvier de la même année, selon le système des ateliers libres dans la jeune République socialiste fédérative soviétique de Russie. En octobre, Chagall envoya Lissitzky à Moscou chercher du matériel, d'où il revint après un épuisant voyage de huit jours avec Malevitch, qui accepta l'offre de Vera Ermolaeva d'enseigner à Vitebsk. 
C'est à Vitebsk que Lissitzky pris le pseudonyme artistique « El », et devint également un adepte de Malevitch. Après avoir affirmé le potentiel agitateur de ses œuvres pour le gouvernement soviétique, Lissitzky crée en 1919 la lithographie : « Battez les blancs avec un coin rouge », imprimée en 1920 à Vitebsk par l'administration politique du front occidental. Le nombre d'exemplaires imprimés est inconnu (la circulation n'est pas indiquée sur l'affiche).
Peu après en janvier 1920, Malevitch, Ermolaeva et Lissitzky avec leurs étudiants s'unirent dans le groupe Molposnovis (« Jeunes adeptes du nouvel art »), qui fut bientôt rebaptisé Posnovis, et un mois plus tard UNOVIS,,.
Il réutilisa cette métaphore visuelle pour une couverture du magazine yiddish Apikojres (« athée »). En yiddish, ce mot est souvent utilisé pour décrire quelqu'un ayant des opinions qui contredisent la doctrine orthodoxe.